# تاتيانا شخيلكانوفا
تاتيانا شخيلكانوفا (الروسية: Татья́на Щелка́нова) هي متسابقة وثب طويل وعدائة و متسابقة سباعي سوفيتية روسية ولدت في يوم 18 أبريل 1937 في مدينة روستوف في الاتحاد السوفيتي، أبرز إنجازاتها كان فوزها بالميدالية البرونزية في دورة الألعاب الأولمبية الصيفية 1964 في طوكيو في اليابان في مسابقة الوثب الطويل، كما فازت بالميدالية الذهبية في بطولة أوروبا لألعاب القوى 1962 في بلغراد. توفيت في يوم 24 نوفمبر 2011 في سانت بطرسبورغ في روسيا عن عمر ناهز ال74 سنة.

## روابط خارجية
- تاتيانا شخيلكانوفا على موقع اللجنة الأولمبية الدولية (الإنجليزية)
- تاتيانا شخيلكانوفا على موقع أوليمبيديا (الإنجليزية)